# Eurolega 2020-2021
L'Eurolega 2020-2021 è stata la 56ª edizione della massima competizione europea di hockey su pista riservata alle squadre di club, la 14ª con tale denominazione. Il torneo ha avuto inizio il 9 aprile e si è concluso il 16 maggio 2021 con la final four al Pavilhão Gimnodesportivo di Luso, in Portogallo.
Il titolo è stato conquistato dallo Sporting CP per la terza volta nella sua storia.

## Formula
In questa stagione la competizione venne disputata da nove club. Nella prima fase tali club partecipanti vennero divisi in tre gruppi da tre squadre ciascuno i quali vennero disputati tramite la formula del girone all'italiana con gare di sola andata. Le prime classificate più la miglior seconda si qualificarono direttamente per le final four in sede unica giocate con la formula dell'eliminazione diretta in due turni e cioè semifinali e finale.

## Squadre partecipanti
| Nazione    | Club            | Città                | Qualificazione             |
| ---------- | --------------- | -------------------- | -------------------------- |
| Portogallo | Benfica         | Lisbona              | 1º in 1ª Divisão 2019-2020 |
| Portogallo | Barcelos        | Barcelos             | 5º in 1ª Divisão 2019-2020 |
| Portogallo | Oliveirense     | Oliveira de Azeméis  | 3º in 1ª Divisão 2019-2020 |
| Portogallo | Porto           | Porto                | 4º in 1ª Divisão 2019-2020 |
| Portogallo | Sporting CP     | Lisbona              | 2º in 1ª Divisão 2019-2020 |
| Spagna     | Barcellona      | Barcellona           | 1º in OK Liga 2019-2020    |
| Spagna     | Deportivo Liceo | La Coruña            | 2º in OK Liga 2019-2020    |
| Spagna     | Noia            | Sant Sadurní d'Anoia | 3º in OK Liga 2019-2020    |
| Spagna     | Reus Deportiu   | Reus                 | 4º in OK Liga 2019-2020    |

## Risultati

### Fase a gironi

#### Girone A
| Squadra  | Pt | G | V | N | P | GF | GS | DG |
| -------- | -- | - | - | - | - | -- | -- | -- |
| Porto    | 4  | 2 | 1 | 1 | 0 | 10 | 7  | +3 |
| Barcelos | 2  | 2 | 0 | 2 | 0 | 8  | 8  | 0  |
| Noia     | 1  | 2 | 0 | 1 | 1 | 9  | 12 | -3 |

| Luso 9 aprile 2021 1ª giornata                                                                                     | Porto     | 7 – 4 referto | Noia | Pavilhão Municipal |
| \| \| \| \| \| Barroso 12'38" 32'18" Di Benedetto 16'56" 40'53" Alves 30'42" 47'04" Mena 32'06" \| Marcatori \| \| |           |               |      |                    |
| |           |               |      |                    |
| Barroso 12'38" 32'18" Di Benedetto 16'56" 40'53" Alves 30'42" 47'04" Mena 32'06"                                   | Marcatori |               |      |                    |

| Luso 10 aprile 2021 2ª giornata | Noia | 5 – 5 referto | Barcelos | Pavilhão Municipal |

| Luso 11 aprile 2021 3ª giornata                                    | Barcelos  | 3 – 3 referto                    | Porto | Pavilhão Municipal |
| \| \| \| \| \| \| Marcatori \| Costa 8'43" García 19'29" 22'24" \| |           |                                  |       |                    |
|                                                                    |           |                                  |       |                    |
|                                                                    | Marcatori | Costa 8'43" García 19'29" 22'24" |       |                    |

#### Girone B
| Squadra       | Pt | G | V | N | P | GF | GS | DG |
| ------------- | -- | - | - | - | - | -- | -- | -- |
| Oliveirense   | 4  | 2 | 1 | 1 | 0 | 11 | 7  | +4 |
| Sporting CP   | 4  | 2 | 1 | 1 | 0 | 11 | 9  | 2  |
| Reus Deportiu | 0  | 2 | 0 | 0 | 2 | 4  | 10 | -6 |

| Luso 9 aprile 2021 1ª giornata                                                                    | Sporting CP | 5 – 3 referto | Reus Deportiu | Pavilhão Municipal |
| \| \| \| \| \| Pérez 9'00" Souto 15'06" Font 20'21" Pinto 38'38" Romero 39'15" \| Marcatori \| \| |             |               |               |                    |
|                                                                                                   |             |               |               |                    |
| Pérez 9'00" Souto 15'06" Font 20'21" Pinto 38'38" Romero 39'15"                                   | Marcatori   |               |               |                    |

| Luso 10 aprile 2021 2ª giornata | Reus Deportiu | 1 – 5 referto | Oliveirense | Pavilhão Municipal |

| Luso 11 aprile 2021 3ª giornata                                                                                 | Oliveirense | 6 – 6 referto                                                                 | Sporting CP | Pavilhão Municipal |
| \| \| \| \| \| \| Marcatori \| 1'16" Gil Gómez 4'30" Font 4'31" Pinto 5'41" Pérez 19'39" Romero 22'46" Souto \| |             |                                                                               |             |                    |
| |             |                                                                               |             |                    |
| | Marcatori   | 1'16" Gil Gómez 4'30" Font 4'31" Pinto 5'41" Pérez 19'39" Romero 22'46" Souto |             |                    |

#### Girone C
| Squadra         | Pt | G | V | N | P | GF | GS | DG |
| --------------- | -- | - | - | - | - | -- | -- | -- |
| Benfica         | 6  | 2 | 2 | 0 | 0 | 13 | 4  | +9 |
| Barcellona      | 1  | 2 | 0 | 1 | 1 | 4  | 8  | -4 |
| Deportivo Liceo | 1  | 2 | 0 | 1 | 1 | 4  | 9  | -5 |

| Luso 9 aprile 2021 1ª giornata                                                                   | Barcellona | 2 – 2 referto                   | Deportivo Liceo | Pavilhão Municipal |
| \| \| \| \| \| Alabart 10'57" Bargalló 20'41" \| Marcatori \| 3'52" Torres 42'07" Carballeira \| |            |                                 |                 |                    |
|                                                                                                  |            |                                 |                 |                    |
| Alabart 10'57" Bargalló 20'41"                                                                   | Marcatori  | 3'52" Torres 42'07" Carballeira |                 |                    |

| Luso 10 aprile 2021 2ª giornata | Deportivo Liceo | 2 – 7 referto                                                              | Benfica | Pavilhão Municipal |
| \| \| \| \| \| Di Benedetto 18'33" Grau 46'49" \| Marcatori \| 6'01" 24'37" 37'19" Rafael 6'53" Neves 20'59" 49'29" Pinto 38'02" Aragonès \| |                 |                                                                            |         |                    |
| |                 |                                                                            |         |                    |
| Di Benedetto 18'33" Grau 46'49" | Marcatori       | 6'01" 24'37" 37'19" Rafael 6'53" Neves 20'59" 49'29" Pinto 38'02" Aragonès |         |                    |

| Luso 11 aprile 2021 3ª giornata | Benfica   | 6 – 2 referto                      | Barcellona | Pavilhão Municipal |
| \| \| \| \| \| Ordóñez 0'23" 38'37" Rafael 11'45" Aragonès 12'08" Pinto 18'49" 46'11" \| Marcatori \| 2'31" Panadero 48'44" Álvarez Vera \| |           |                                    |            |                    |
| |           |                                    |            |                    |
| Ordóñez 0'23" 38'37" Rafael 11'45" Aragonès 12'08" Pinto 18'49" 46'11"                                                                      | Marcatori | 2'31" Panadero 48'44" Álvarez Vera |            |                    |

### Final Four
Le Final Four della manifestazione si sono disputate presso il Pavilhão Municipal a Luso dal 15 al 16 maggio 2021.
|  | Semifinali  | Semifinali  | Semifinali  |             |       | Finale | Finale | Finale |  |
|  |             |             |             |             |       |        |        |        |  |
|  | Porto       | Porto       | 6           |             |       |        |        |        |  |
|  | Porto       | Porto       | 6           |             |       |        |        |        |  |
|  | Oliveirense | Oliveirense | 4           |             |       |        |        |        |  |
|  | Oliveirense | Oliveirense | 4           |             | Porto | Porto  | 3      |        |  |
|  |             |             |             |             | Porto | Porto  | 3      |        |  |
|  |             |             | Sporting CP | Sporting CP | 4     |        |        |        |  |
|  | Benfica     | Benfica     | Sporting CP | Sporting CP | 4     | 5(1)   |        |        |  |
|  | Benfica     | Benfica     |             |             |       |        |        |        |  |
|  | Sporting CP | Sporting CP | 5(2)        |             |       |        |        |        |  |